# Ia Dom, Gia Lai
Ia Dom là một xã thuộc huyện Đức Cơ, tỉnh Gia Lai, Việt Nam.

## Địa lý
Xã Ia Dom cách trung tâm thị trấn Chư Ty 12 km về hướng đông, có vị trí địa lý:
- Phía đông giáp xã Ia Kla
- Phía tây giáp Campuchia
- Phía nam giáp xã Ia Nan
- Phía bắc giáp huyện Ia Grai.

Xã Ia Dom có diện tích 144,51 km², dân số năm 1999 là 1.632 người, mật độ dân số đạt 11 người/km².

## Hành chính
Xã Ia Dom được chia thành 5 thôn: Cửa Khẩu, Ia Mút, Mook Đen 1, Mook Đen 2, Mook Trang và 2 làng: Bi (Thăng Đức), Mook Trêl.

## Lịch sử
Ngày 6 tháng 12 năm 1990, Bộ trưởng – Trưởng Ban Tổ chức – Cán bộ Chính phủ ban hành Quyết định số 543/TCCP về việc thành lập xã Ia Dom trên cơ sở 14.212 ha diện tích tự nhiên và 933 hộ với 4.220 nhân khẩu của xã Ia Kla.
Ngày 15 tháng 10 năm 1991, Hội đồng Bộ trưởng ban hành Quyết định số 315-HĐBT về việc chuyển xã Ia  Dom thuộc huyện Chư Păh về huyện Đức Cơ mới thành lập quản lý.